# Parafia Matki Łaski Bożej w Halinowie
Parafia pw. Matki Łaski Bożej w Halinowie – parafia rzymskokatolicka należąca do dekanatu sulejóweckiego, diecezji warszawsko-praskiej, metropolii warszawskiej. 
Parafia erygowana w 1987. Kościół parafialny został zbudowany w latach 90. XX wieku. Mieści się przy ulicy Okuniewskiej.

## Zasięg parafii
Do parafii należą wierni z następujących miejscowości: Cezarów, Chobot, Hipolitów, Krzewina, Mrowiska oraz częściowo z miejscowości Halinów, Kazimierów, Nowy Konik, Stary Konik.